# Melanoscia thiaucourti
Melanoscia thiaucourti är en fjärilsart som beskrevs av Claude Herbulot 1988. Melanoscia thiaucourti ingår i släktet Melanoscia och familjen mätare. Inga underarter finns listade i Catalogue of Life.